# Spira
Spira es un mundo ficticio del video juego de rol Final Fantasy X y Final Fantasy X-2. Spira es el primer mundo de la saga Final Fantasy que incluye todos los aspectos espiruales y mitológicos en la vida cotidiana de sus habitantes. El mundo de Spira es diferente a los mundos anteriores de estilo Europeo en otras ediciones del juego, estas nuevas siendo mucho más parecidas a un modelo del sureste de Asia, gracias a la vegetación, topografía y arquitectura.
La creación de Spira incluye diferentes etnias y minorías, incluyendo el lenguaje ficticio Al Bhed que es una constante a lo largo del diálogo del juego. Los conceptos e historia detrás el juego con respecto a la forma de tratar los aspectos religiosos de Final Fantasy X que fueron un tema central ena historia y sus resultados finales fueron bien recibidos por el público. La popularidad del video Eternal Calm sirvió como un incentivo para que Square Enix hiciera Final Fantasy X-2, la primera secuelas directa en forma de un videojuego respecto a la evolución de Spira y los aspectos religiosos y políticos que resultaron en nuevas facciones y la inestabilidad del mundo. Spira y sus habitantes han sido utilizados por Square Enix para otros juegos como Dissidia Final Fantasy, Dissidia 012 Final Fantasy y otros 3 juegos de la saga Kingdom Hearts y Theartrhythm Final Fantasy.
Se han publicado numerosos trabajos académicos tratando la presentación, narrativa y localización del juego. Washburn escribe que para llegar al nivel de juego óptimo es necesario conocer en su totalidad el conocimiento cultural de Spira para poder desbloquear y adquirir las habilidades. O'Hagan describe como las localizaciones dentro del juego tienen un gran impacto en la experiencia de este, teniendo alteraciones en el desarrollo de la historia y diálogo por medio de modificaciones, agregados y omisiones. Otro aspecto tratado en la presentación de Spira fue que es considerado pionero en la creación del primero mundo abierto en 3D para juegos de rol (RPG).

## Concepto y creación
Refiriéndose a la inspiración detrás de Spira, el productor Yoshinori Kitase habla acerca de como los jugadores estaban deseosos de un mundo de gran complejidad e integral, no un "simple mundo de fantasía" como en Final Fantasy VII y Final Fantasy VIII. Para Kitase la palabra "fantasia" no necesariamente estaba definida por un estilo de Europa medieval, así que se propuso romper ese estereotipo que existía entre los jugadores. Nomura identificó al sur del Pacífico, Tailandia y Japón como grandes influencias culturales y geográficas en el diseño de Spira, particularmente en geografía de Besaid y Kilika.
Ysuke Naora, el director de arte, expreso que durante el desarrollo conceptual mucha gente del proyecto estaba interesada en el enfoque asiático, incluidos Nojima y Kitase. Para Zanarkand, la ciudad uzbeka de Samarcanda fue citada como principal inspiración.
Nomura dijo que Spira se desvía del enfoque de los otros mundos utilizados en ediciones pasadas de la franquicia Final Fantasy en nivel de detalle que tiene, algo que dice se ha intentado mantener en el proceso de diseño. Fumi Nakashima, el director de diseño de personajes secundarios, se concentró en darle a los personajes de diferentes regiones diferencias en los estilos culturales y de vestimenta. Nakashima quería darle a la sociedad de Al Bhed, que está orientada por completo a máquinas, usar máscaras y lentes para darles una apariencia extraña y excéntrica.
Koji Sugimoto, programador en jefe para los personajes, habló acerca de las dificultades que presentó el hardware de la consola PlayStation 2, pero fue mucho más gratificante el resultado ya que los detalles como las mangas de Yuna o la forma de las sombras podían visualizarse de manera mucho más realista. Final Fantasy X fue el primer juego que permitía que los alrededores tuvieran un render en 3-D que incrementaba la calidad visual, además de detalles como el efecto del aire en el pasto y el movimiento de las nubes. Takayoshi Nakazato decidió abandonar el típico concepto de un mapa mundial por un concepto más realista. La presentación espacial de Final Fantasy X depende del progreso del jugador; el proceso del ugador es marcado de forma panorámica y la representación del área es desbloqueada la primera vez que se accede a esta. Chiharu Minekawa, el supervisor de la edición sonara, comento que la transición de un lugar a otro se hace de manera gradual y sin cambios repenticos, intentando simular los cambios de lugares en la naturaleza mientras el jugador se mueve a través de ellos.
La decisión de crear Final Fantasy X-2 vino después de la respuesta de los fanáticos a "Eternal Calm" en la edición internacional de Final Fantasy X, la cual describía los eventos 2 años después de la batalla final de Yuna. El tema de la religión oscura del primer juego fue concluido y los cambios culturales que tuvieron los habitantes de Spira, cosa que se reflejaba en la apariencia y vestimenta de los personajes y la moda "refleja el estado de la mente". Toriyama cree que el elemento más importante que se incorporó a Final Fantasy X-2 era "La tranquilidad del mundo de Spira que se logró en Final Fantasy X y la unificación del estado mental de los personajes." Kitase identificó el tema de Final Fantasy X como "independencia de las ataduras de las leyes y costumbres." y Final Fantasy X-2 como "los cambios que ocurrieron del caos después de obtener independencia."
Para la creación de Final Fantasy X-2 se tomaron muchas referencias culturales, como Los Ángeles de Charlie y la transformación de los vestidos, siendo esta una referencia al género de anime Mahō shōjo (magical girl).

### Remasterización
Square Enix decidió hacer una mejora gráfica de Final Fantasy X y Final Fantasy X-2 para lanzar al mercado estos títulos con gráficos de alta definición. Con una producción de más de 2 años de trabajo, los gráficos no solo subieron en sus resoluciones, sino que se adaptaron nuevos modelos y texturas. Kitase comento que quería emocionar a los jugadores y dar más profundidad al juego con posibilidad de más remasterizaciones que se desarrollarían sobre la base de la recepción y crítica de este trabajo. Muchas partes del juego no podían ser simplemente adaptadas a 16:9 ya que el mundo revelaría personajes que estaban fuera de pantalla, así que el equipo que hizo este trabajo tuvo que rediseñar mucho del mundo para las mejoras visuales.

## Composición

### Geografía
La isla principal de Spira está rodeada por pequeñas islas como: Besaid, un pueblo tropical donde Yuna comienza su aventura; Kilika, una gran isla que contiene una densa jungla y donde se desarrollan muchos eventos durante el juego y la isla desértica de Bikanel, en donde se encuentra el cuartel general de los Al Bhed - "Hogar". Las ruinas del Templo Baaj están en una isla al sur de Spira, ahí es donde Tidus comienza su aventura en Spira.
En la isla principal de Spira es donde la mayoría del juego se sitúa. El lugar más al sur de la isla principal, Luca, es una gran ciudad de donde es originario el deporte favorito de los habitantes de Spira, el Blitzball. Al norte de Luca se encuentra el área montañosa de Djose, donde se encuentra el Templo Yevonite. Estos dos lugares están conectados por unas cuentas rutas: La ruta Mi'ihen, un camino histórico que utiliza Chocobos como transporte; el camino Mushroom Rock, donde tuvo lugar la operación fallida para derrotar a Sinh; y el camino Djose, un camino rocoso que conduce hacia el norte a Moonflow y al templo Djose en el Este.
El Moonflow es un gran río que corre a lo largo del corazón de Spira, donde se pueden hacer viajes sobre shoopuf, existen ruinas y tiene un gran cantidad de lucilos . Un camino del Moonflow se dirige a Guadosalam, hogar de la raza de los Guado y el camino hacia "Farplane" (異界 ikai?, "el otro mundo"). Al norte de Guadosalam están las están las Thunder Plains (Llanuras del rayo), que es un lugar donde sucede una tormenta perpetua que y el camino es seguro por unas varas eléctricas construidas y calibradas por los Al Bhed. Las Thunder Plains llevan a Macalania, un bosque que tiene un lago congelado y el Templo Yevonite.
Bevelle, el centro espiritual de la religión Yevon, esta en una pequeña línea de tierra un poco más al norte de Macalania. Esta ciudad está construida con una serie de capas, con el cuartel general de Yevon en la parte más alta. La Vía Purifico, que está debajo de Bevelle, sirve como una mazmorra secreta para los marginados o exiliados. Mas al norte se encuentran las Calm Lands, una serie de planicies donde se han llevado a cabo numerosas batallas a lo largo de la historia de Spira; Cavern of the Stolen Fayth (Caverna de la fe robada), un área histórica y el Monte Gagazet, hogar de los Ronsos. Finalmente, la ciudad sagrada de Zanarkark que está en la punta norte de la isla principal de Spira, que fue destruida por Sinh 1000 años antes de los eventos de Final Fantasy X.
Final Fantasy X-2 hace algunos cambios a los lugares de Spira. El templo Djose, abandonado por los vacilantes Yevon después de Final Fantasy X, se convierte en el cuartel general de la facción Máquina; de manera similar, la Liga de la Juventud puso su cuartel general en donde se llevó a cabo la operación fallida del camino Mushroom Rock. Bevelle sigue siendo la capital de los New Yevon, aunque el juego introduce una gran área de alta tecnología escondida debajo de la ciudad. Algunas iniciativas y actividades nuevas han comenzado, incluido un nuevo pasatiempo en Luca llamado Sphere Break; un grupo de artistas de Moonflow; un servicio de turismo en las Ruinas de Zanarkand y una un grupo de transporte por Chocobos en el camino de Mi'ihen. Por último, la muerte de los Aeons al final de Final Fantasy X causó que el bosque Macalania y el lago se derritieran, hundiendo el templo Yevon y acabando con la vida dentro del bosque. Final Fantasy X-2 también introduce ruinas flotantes sobre el Monte Gagazet y unas cavernas no exploradas anteriormente a lo largo de todo Spira.

### Criaturas y Razas
Aunque Spira está habitada en su mayoría por humanos, existen diferentes tipos de razas. La gente de Spira se encuentra principalmente en pequeños poblados y ciudades como Bevelle y Luca. Los Al Bhed es un grupo étnico único que tiene un papel muy importante para la historia del juego y el mundo de Spira. Ellos se caracterizan por tener ojos verdes con pupilas en forma de espiral.
La cultura y conflictos de los Al Bhed son parte fundamental del juego. Los personajes principales Rikku, que es un Al Bhed y Yuna que es Al Bhed por parte de su madre, se mantienen durante el juego apoyando e involucrados con la raza y eso se conserva en Final Fantasy X-2. Con el colapso de las enseñanzas de Yevon y la mayor aceptación hacia los machina al final del Final Fantasy X, los prejuicios contra los Al Bhend parecen disminuir en gran medida cuando empieza la historia de Final Fantasy X-2, pero aún no han desaparecido por completo.
Los Al Bhed hablan su propio lenguaje que es solo una sustitución cifrada del inglés, un sistema que cambia de lugar letras: unas por otras. A pesar de ello, dentro del juego la intención de los desarrolladores es que realmente sea un verdadero lenguaje. La versión original japonesa utiliza un cifrado silábico del sistema kana de escritura donde cada símbolo representa una combinación de "consonante + vocal" o simplemente una vocal. Algunas palabras clave no están traducidas a Al Bhed en el juego, para dar la impresión del uso de préstamos lingüísticos de idiomas extranjeros más modernos. La mayoría de las palabras clave son nombres propios o sustantivos propios, pero algunos sustantivos comunes no están traducidos, así como "fiend" (demonio) (e.g. Y fiend! Eh risyh teckieca! [A fiend! In human disguise!) (Un demonio! En un disfraz humano!). Alexander Smith decidió "cambiar algunos fonemas en inglés a fonemas en gáles" y le dio preferencia a las pronunciaciones galesas, pero tuvo que trabajar con nuevos diptongos para mantener la consistencia del lenguaje Al Bhed.
Algunas otras razas se encuentran en Spira, como los Guado, los Hypello y los Ronso. Los Guado son unos humanoides arbóreos con largas extremidades, piel pálida y cabello caótico y enredado. Los Guado son los guardianes de la entrada al Farplane, a donde van los muertos y tienen la habilidad única de "oler a los muertos" y otras habilidades relacionadas con las lucilos . Los Ronso son una raza de humanoides parecidos a leones con pelaje azulado y viven en el Monte Gagazet, que consideran sagrado y protegen ferozmente. Los Ronso son guerreros excepcionales con un gran sentido del honor y lealtad. Una historia secundaria de Final Fantasy X incluye a Kimahri Ronso y su problema con su estatus social que finalmente termina siendo el líder de los Ronso en Final Fantasy X-2. Los Hypello son una raza de anfibios pacíficos de piel azulada que viven principalmente en el área de Moonflow. Viven de forma primitiva y a pesar de que son extremadamente rápidos y hábiles nadadores, es la única raza en Spira que no participa en los torneos de Blitzball. Todos los Hypello macho tienen como voz a John DeMita. 
Spira también contiene animales ficticios, así como los shoopuf gigantes y los chocobo, que son utilizados principalmente como medio de transporte. La mayoría de las otras criaturas ficticias encontradas en Final Fantasy X son demonios, monstruos creados de los muertos vivientes por los lucilos para devorar a los vivos. Los Aeons también fueron creados por lucilos . Sinh, el que trae la destrucción, es un poderoso demonio hecho de lucilos de alta densidad; puede controlar fuerzas gravitacionales para recuperar su fuerza e incluso volar. La gran concentración de lucilos en Sinh tiene como efecto una toxina que afecta a todos los que estén cerca, llamada "la toxina de Sinh". A pesar de la última invocación se efectúa de manera correcta, el núcleo de Sinh no es destruido por completo y Sinh "renace" después de un tiempo.

### Historia Ficticia
La historia ficticia de Spira está centrada alrededor de una antigua guerra que tuvo lugar 1000 años antes del juego que la religión Yevon mantiene en la memoria de Zanarkand. la gente de Yevon se convirtió en la fe para crear la manifestación de Yevon y él se volvió Sin para protegerlo. Una religión de fe que está construida en tormento y sacrificio, creando una espiral de muerte que corre por la historia de Spira. Un ritual conocido como "The Final Summoning" (La invocación final) debía proveer pequeñas indulgencias del terror de Sinh, llamadas "Calm" (ナギ節 Nagisetsu?, lit. "tiempo de calma"). Después de completar su peregrinaje el invocador y un guardián derrotarían a Sinh ( con la esperanza y fe de que esa vez sin' si desapareceria por completo y al fin podrían vivir en paz, pero siempre regresando ) sacrificando sus vidas para traer la calma en un ciclo interminable.
En los mil años que siguieron a la creación de Sinh y la destrucción de Zanarkand, Spira se volvió una tierra rústica, prácticamente sin ciudades grandes ni civilizaciones avanzadas. Debido a las acciones de Sinh y los Yevon en la restricción de uso de teconlogia machina ( a pesar de ellos hacer uso de ella en secreto, la intención siempre el control y el engaño de los habitantes de spira a toda costa ), algunos territorios alcanzaron a formar grandes aldeas, mientras pero siempre que una ciudad buscaba alcanzar un alto progreso eran destruidos otros territorios por Sinh y sus poblaciones eran exterminadas antes de poder desarrollarse. Las únicas ciudades grandes que quedaron era Luca, que albergaba el único estadio de blitzball en todo Spira, y Bevelle que contenía los templos de Yevon.
Yuna y sus guardianes logran romper el ciclo de engaño y control del mundo de spira y sus habitantes al derrotar a sin ( pero a su vez terminando también con el sueño y todo lo invocado por yu yevon y los seres humanos que lo invocaban convertidos en ''fayth'' incluyéndolos ), liberando la mente de las personas, revelando la verdad, dando como consecuencia su libertad, trayendo la "Calma Eterna".
Como resultado de los eventos en Final Fantasy X, en Final Fantasy X-2 las enseñanzas de Yevon ya no eran aceptadas como válidas y en conjunto con los machina y los Al Bhed, la gente ya no era religiosa. Los Spiranos en general tenían una visión positiva acerca de la Calma Eterna. Surgen 2 nuevos grupos políticos que pelean por el poder que son la "Liga Juvenil", el partido de los Nuevos Yevon y la Facción Máquina.
Yuna al final restaura la paz y salva a Spira por segunda vez.
Depende el progreso alcanzado en la segunda parte Final Fantasy X-2 múltiples finales basados en la experiencia y decisiones del jugador pueden ser alcanzados.

### Mythos
En el mundo de Final Fantasy X y su secuela, existen muchos elementos sobrenaturales que tienen una gran influencia en los eventos del mundo de Spira, en concreto, estos definen la vida de los habitantes de este planeta. Magia, energía espiritual y el poder de las memorias están fuertemente entrelazadas. Los efectos de estas manifestaciones aparecen en repetidas ocasiones y en diferentes situaciones, como eventos deportivos, prácticas religiosas, tecnología e incluso en algunas partes de la naturaleza del planeta. El pasatiempo más popular es el Blitzball. La representación de Sinh como "la existencia que provoca la agonía del mundo" y como "la encarnación del desastre" juega un papel fundamental en la vida diaria de los habitantes de Spira en Final Fantasy X. en Final Fantasy X-2, la población de Spira se entretiene con algunos pasatiempos extra como conciertos y un juego de coleccionar monedas llamado Sphere Break.
En Spira, cuando una persona muere repentinamente o inesperadamente, su fuerza vital se manifiesta como lucilos y debe ser llevada al Farplane, el último lugar de descanso para las almas que ya han partido. Si esto no es enviado, el espíritu puede quedarse atrapado en el mundo físico y convertirse en un demonio. Un espíritu de alguien que ha muerto puede resistirse a la transformación en un demonio, aunque no sean enviados al Farplane. Los "no enviados" juegan un papel fundamental en la historia del juego, y algunos de ellos que son jugables o son importantes son Auron, Shuyin, Maester Jyscal Guado y Lady Yunalesca.

#### Lucilos
Los lucilos son un fenómeno misterioso que ocurre de forma natural que influye de gran manera los eventos de Final Fantasy X y Final Fantasy X-2, así como en el mundo de Spira en general. Se les encuentra constantemente en el mundo de Spira, y estas "paquetes de energía vital" están asociados a la muerte y otros eventos espirituales de la población que vive en Spira. Cuando se encuentran en altas concentraciones, los lucilos son capaces de recordar memorias, visiones y sonidos. Los lucilos también están asociados con algunas innovaciones tecnológicas como los aparatos para grabaciones y esferas suspendidas de agua congelada que sirven como lugares para jugar blitzball. Los lucilos también son una fuente de energía pura utilizada para hacer funcionar grandes maquitas. Shinra de los Gullwings sugiere que la energía que fluye desde Spira hacia el Farplane podría ser redireccionada para proporcionar energía eléctrica a una ciudad. En entrevistas publicadas en Final Fantasy X Ultimania y Final Fantasy X-2 Ultimania, el escritor Kazushige Nojima y productro Yoshinori Kitase revelaron que Final Fantasy X y Final Fantasy X-2 comparten una historia alterna en común, en la que la corporación Shin-ra de Final Fantasy VII se funda en otro planeta después de alrededor de 1000 años, después de que los viajes en el espacio son posibles por los descendientes de Shinra de los Guillwings en Final Fantasy X-2. Esta conexión fue concebida después de que Final Fantasy X estaba terminado y salió a la luz hasta después del lanzamiento de Final Fantasy X-2 aprovechado que tan exitoso fue el juego original y no está reflejado en las historias de Final Fantasy VII o 'Final Fantasy X.'

#### Religión
La religión es una parte fundamental en la vida diaria de los habitantes de Spira, la mayoría de esta considerándose como "Yevonitas". Aunque al final de los eventos de Final Fantasy X mucha gente se empezó a cuestionar acerca de su fe, las enseñanzas de Yevon permanecieron ya que tenían milenios de existir y eran muy importantes. Los clérigos de esta religión enseñaban que Sinh era un castigo divino enviado a la gente por su orgullo en el uso de máquinas. Como resultado, los templos prohibían el uso de tecnología moderna y promovían una cultura de arrepentimiento de sus pecados anteriores y la esperanza de que llegara el castigo divino.
Aunque la iglesia Yevon prohíbe el uso de máquinas incluidas las armas, se mantiene al día con las armas tecnológicas para continuar siendo dominante. Los Al Bhed se perciben como peligrosos para el clérigo Yevon ya que usan máquinas y son una amenaza para el control indiscutido de la iglesia sobre Spira. La religión mantiene su poder usando la invocación final, que resulta en el sacrificio del invocador y su guardián para que sus secretos no sean divulgados. Aunque los Yevon organizan la operación Mi'hen para fortalecer sus enseñanzas por medio de las cruzadas contra Sinh. Al final de Final Fantasy X, la religión Yevon se dejó de seguir después de la evidencia de la corrupción y el clérigo que quedaba ofreció la verdad. Medio año más tarde, las enseñanzas morales de Yevon fueron retomadas por el Nuevo Partido Yevon, que sería liderado por Praetor Baralai en Final Fantasy X-2. Aunque técnicamente este nuevo grupo no era una religión, sino solo una filosofía, su posición en Spira era un avance de "Un paso a la vez".
En Final Fantasy X el "Hymn of the Fayth" (祈りの歌 Inori no Uta?, lit. 'canción de las plegarias') es una canción importante. La historia ficticia comenzó como una canción de rebeldía y tiene numerosas variaciones mientras se sucede el viaje de Yuna; principalmente en los templos. En las palabras del himno aparentemente no hay un significado directo con el contexto de Spira, ya que el escritor de esta canción Kazushige Nojima la compuso usando sílabas japonesas. Cuando se descifra de manera correcta se forman las siguientes oraciones. Reza por Yu Yevon. Sueña, ten fe. Por siempre, concédenos prosperidad. El himno fue compuesto y arreglado por Nobuo Uematso y Masashi Hamauzu.
La forma en la descripción de la religión Yevon ha de Final Fantasy X ha sido comparada con la Iglesia Católica y la corrupción originada por la misma para ganar la última batalla contra un dios. Stark escribe que el juego es una tesis religiosa y de la batalla final con Yu Yevon se ofrece una solución para vencerlo, al "dejarlo morir lentamente, asesina su verdadera fuerza o utiliza tu conocimiento del (juego) mundo para no darle el poder para continuar". The Game Theorists agregan algunos conceptos, llevándolo hasta un punto en el que citan a Final Fantasy X como un juego "antirreligioso".

#### Los Aeons y los fayth
La fayth (祈り子 inorigo?, lit. "plegaria del niño") son humanos que conscientemente dan sus vidas para sellar sus almas en estatuas y hacer conexiones con invocadores con los que establecen un lazo mental. Este lazo les da a los invocadores acceso a los sueños de los fayth y activa su habilidad física para cumplir estos sueños como aeons (召喚獣 shōkanjū?, lit. "invocar bestias"), poderosas critaruas que pueden ser empleadas para ayudar a los invocadoes en la batalla o en momentos de necesidad. Durante los eventos de Final Fantasy X, el fayth del aeon Bahamut sirve como el representante de los fayth en conjunto. Los fayth ayudan a la gran invocadora Yuna y sus guardianes en terminar con la espiral de la muerte, que resulta en su propio pasaje. En Final Fantasy X-2, los fayth regresan a sus formas de aeons, ya que han superado la desesperación y la malicia de Shuyin, dejando de ser sus marionetas sin voluntad para provocar caos. Yuna y sus aliados liberan a ambos, los fayth y Shuyin de la maldad que los ha consumido. Diez aeons son identificados en Final Fantasy X: Valefor, Ifrit, Shiva, Ixion, Bahamut, Anima, Yojimbo y las 3 hermanas Magus. El juego se basa en figuras mitológicas para las representaciones de los aeons, como el Árabe Ifrit, la deidad hindú Shiva e inluso la figura de Jungian Anima y el demonio Valefor. Wilder escribe del como la descripción de Square Enix de los aeons Anima y Jungian son ambas representaciones de la corrupción de Seymour. Wilder analiza el encadenamiento y ceguera de la fugura que es la madre de seymour y la forma de esta de servirle a Seymour es lo que lo lleva a la locura.

#### Facciones Militares
Los Cruzados (formalmente conocidos como "Cuchillas carmesí") eran un ejército débilmente unido que se creó para proteger a las ciudades y templos de Sinh. El grupo fue formado por Lord Mi'ihen, quien hizo un viaje a Bevelle hace 800 años para calmar los miedos de los maestros que pensaban que estaba reuniendo un ejército para conquistarlos. Mi'ihen logró ganar su confianza, y las Cuchillas Carmesí fueron permitidas a entrar al clérigo Yevon como Cruzados. El camino que Mi'ihen camino fue renombrado como "Camino Mi'ihen" en honor a él. A diferencia de guardianes, los Cruzados están directamente relacionados con templos. Ninguna persona que no sea Yevonita puede servir como un Cruzado, aunque existen grupos completos compuestos de gente excomulgada. Todos los cruzados fueron excomulgados cuando participaron en la operación Mi'ihen, una cruzada para unirse a Al Bhed y destruir a Sinh con un arma tecnológica gigante. La operación fallo y los Cruzados fueron prácticamente exterminados en el proceso. Un grupo conocido como "El Escuadrón Carmesí" también se formó alrededor de la Operación Mi'ihen. Tres candidatos sobrevivieron a toda la operación; Baralai, Nooj y Gippal, los que finalmente se convertirían en los líderes de las 3 facciones políticas de Final Fantasy X-2

## Apariciones
Spira es el mundo de Final Fantasy X y Final Fantasy X-2, pero elementos de este mundo y algunos personajes han sido incluidos en otros medios de Final Fantasy. Para Dissidia Final Fantasy y su nueva edición Dissidia 012 Final Fantasy los personajes Tidus, Yuna, Jecht y un área conocida como El final del sueño (夢の終わり Yume no Owari?) fueron incluidos. El final del sueño comparte similitudes con el último escenario de Final Fantasy X con una gran réplica de la espada de Jecht en el centro. Los personajes de Final Fantasy X Tidus y Wakka son personajes secundarios en Kingdom Hearts, Kingdom Hearts: Chain of Memories y Kingdom Hearts coded. Auron hace una aparición en Kingdom Hearts II como parte del equipo de apoyo y Yuna, Rikku y Paine de Final Fantasy X-2 también aparecen como personajes de apoyo. Tidus, Auron y Yuna son personaes usables en Theatrhythm Final Fantasy.

## Análisis
En Imagined History, Fading Memory: Mastering Narrative in Final Fantasy X, Washburn escribe acerca de Final Fantasy X "hace una relación de memorias, historia y la lucha por el control del conocimiento que se centra en dos elemntos principales, la narrativa y la jugabilidad." Washburn también da una sintesias acerca de la historia alterna del juego y describe el desarrollo como "evocando una serie de discursos culturalmente vitales en Japón que los diseñadores del juego dibujaron en la estética modernista de la evanescencia, la pérdida de la fe y la creencia en una sociedad donde la tecnología y la religión choquen, el deseo de un reino de sueños, recuerdos como la fuente de una historia alternativa y el sublime deseo nostálgico de la aniquilación del pasado y la fin de la historia ". Washburn usa Final Fantasy X y el análisis de su narrativa para crear el caso de estudio académico de las cisiones críticas de detractores como Espen Aarseth, resumiendo que "la habilidad de completar un juego no solo requiere ser un buen jugador mecánicamente, sino también conocer la cultura y la narrativa de Spira para la obtención de habilidades." En Languages Of Navigation Within Computer Games Flynn propone que la navegación representativa y simbólica del juego "aunque Final Fantasy X se establece con un corto que describe la historia de manera narrativa, se vuelve claramente algo más poético y mítico más allá de un simple corto."
El proceso de localización de ambos juegos fue analizado en un caso de estudio por Mangiron y O`Hagan para destacar las libertades del mismo. Las limitaciones técnicas incluían más de 1000 armas con nombres únicos que debían ser traducidas en 15 caracteres que no tenían equivalentes en inglés o español, como es el caso de 花鳥風月 (kachōfūgetsu Significa "Belleza de la Naturaleza" Literally: "flor, ave, viento, y luna"?) que se convirtió en "Painkiller" en inglés. Otros casos incluyen el agregado de acentos como en el caso de Final Fantasy X-2 O'aka, un mercante que habla Cockney a pesar de que no existen acentos en japonés. También existen referencias a Lollapalooza y chistes linguisitcos, con la forma de hablar de Rikku que fue modificada para la audiencia en inglés. Otras diferencias como el nombre Sano que fuie cambiado a Ormi en la versión en inglés, con Mangiron y O'hara demostrando el que "Sano" tiene el significado en español de saludable, que tiene una contradicción con la apariencia obesa de Ormi. Mangiron y O'hara concluyen que estos cambios y contextualizaciones dan como resultado una interpretación en vez de una simple traducción. Usando nombres como su caso de estudio, Mangiron y O'Hagan recalcan la libertad de modificar, omitir y agregar contenido a diferencia de la tradicional traducción literal para mantener la "identidad del juego".
En la Euroconferencia Marie Curie de los retos de la traducción multidimensiona, el tema musical de Final Fantasy X-2 1000 words y la edición internacional "los diálogos dentro del juego son producidos de manera que coincidan con los subitulos de la versión americana, en vez de usar el diálogo japonés original." Otras publicaciones académicas hacen referencia al proceso de localización de Final Fantasy X y son de autores como Hevian y Marco.
La representación de Spira en Final Fantasy X creó un nuevo estándar en los ambientes en 3D en vez de un mapa convencional, siendo este juego un pionero en los paras de juegos RPG en 3D.

## Lecturas Adicionales
- ファイナルファンタジーX ワールドガイド エボンの教えとスピラの人々 - Final Fantasy X World Guide: Yevon's Dogma and People on the Spira por Famitsu
- ファイナルファンタジーX 最終攻略本 - Final Fantasy X Final Strategy - por MediaWorks